# Sakristija Vasari
Vasarijeva sakristija (talijanski - Sacrestia del Vasari ) ili Stara sakristija (talijanski - Sacrestia Vecchia ) je prostorija u crkvi Sant'Anna dei Lombardi u Napulju, Italija, jedna od njegove dvije sakristije. Bio je to refektorij Olivetanskog samostana Santa Maria di Monteoliveto do 1688., kada je pretvoren u svoju sadašnju ulogu. Pretvorba 1688. otkrila je intarzije iz 15. stoljeća Fra Giovannija da Verone, koje se također mogu vidjeti u crkvenoj kapeli u Tolosi. Crkva je 1805. preimenovana u Sant'Anna dei Lombardi.
Poklonstvo pastira jednog Vasarijevog sljedbenika premješteno je na današnji položaj iznad vrata u kontrapročelju tijekom 17. stoljeća. Dvije bočne lunete sadrže skulpture arkanđela Gabriela i Djevice Marije, koje se pripisuju Giovanu Battisti Cavagni i počivaju na dva mramorna lavaboa naslonjena na zidove.
Središnji brodski svod podijeljen je u tri kvadranta, prikazujući personifikacije Vjere, Religije i Vječnosti. Uzduž zidova ga prati namještaj iz 17. stoljeća ukrašen ciklusom dragocjenih drvenih intarzija Fra Giovannija da Verone koji datira iz 1506. (treći ciklus nakon onih Santa Maria in Organo u Veroni i Teritorijalne opatije Monte Oliveto Maggiore kod Asciana) s prikazima grada i scenama života u Olivetanskom redu. Između intarzija su niše s drvenim kipovima koji prikazuju svece koji se odnose na Olivete. Iza oltara nalazi se slika Carla Borromea koju je izradio Girolamo d'Arena, koja je visjela u izvornoj crkvi Sant'Anna dei Lombardi (koja je također bila posvećena sv. Carlu Borromeu), ali je premještena na sadašnju lokaciju nakon što je ta crkva podignuta. srušena u potresu 1805. godine. S obje strane nalaze se dvije slike Arkanđela Mihaela i Djevice Marije.

## Povijest
Ime je dobila po Giorgiju Vasariju koji je 1545. godine oslikao njen svod freskama, dok je još bila blagovaonica. Njegova je slava stigla do Napulja zahvaljujući njegovim radovima u Rimu 1542.-44. i njegovoj sposobnosti da brzo izvrši narudžbe. Njegovo vrijeme u Kampaniji od 1544. do 1545. bilo je kratko, ali zaposleno i donijelo je toskanski manirizam (koji je prije toga stigao samo do Rima) u Napulj. Dobio je nekoliko naloga od potkralja don Pedra da Toleda, od plemića i od samostana, od kojih je prvi bio da ukrasi stari refektorij samostana pored Santa Maria di Monteoliveto.
Gotovo ga je odbio zbog gotičke arhitekture prostora, za koju je smatrao da bi mogla biti previše tamna da bi pokazao svoj stil na najbolji mogući način. Međutim, odlučio ga je uzeti i ožbukao je svodove, osvijetlivši prostor i dajući mu dodatni prostor za slikanje. Neke od figura naslikao je Raffaellino del Colle prema Vasarijevim crtežima, dok su Stefano Veltroni i drugi pomogli u čisto dekorativnim područjima. Dok je slikao freske, Vasari je izradio i dva triptiha, jedan za kontrafasadu sobe i jedan za njezin stražnji zid, prikazujući Manu s neba i Gozbu u Simonovoj kući, sada u Museo nazionale di Capodimonte i Museo Diocesano di Napoli.